# Joanne Catherall
Joanne Catherall (ur. 18 września 1962 w Sheffield) – brytyjska wokalistka zespołu The Human League.